# لوئیس رگیرو
لوئیس رگیرو (اسپانیایی: Luis Regueiro‎؛ زادهٔ ۲۲ دسامبر ۱۹۴۳) بازیکن فوتبال اهل مکزیک بود.
از باشگاه‌هایی که در آن بازی کرده‌است می‌توان به باشگاه فوتبال دپورتیوو تولوکا و باشگاه فوتبال اونیورسیداد ناسیونال اشاره کرد.
وی همچنین در تیم ملی فوتبال مکزیک بازی کرده‌است.